# In Walked Mary
In Walked Mary è un film muto del 1920 diretto da George Archainbaud e prodotto da Albert Capellani. La sceneggiatura di George DuBois Proctor si basa su Liza Ann, lavoro teatrale di Oliver Bailey. Distribuito dalla Pathé Exchange, aveva come interpreti June Caprice, Thomas Carrigan, Stanley Walpole, Vivienne Osborne.

## Trama
Dick Allison viene in aiuto di Mary Ann Hubbard, una giovane del Sud espropriata dei beni di famiglia, e i due diventano grandi amici. Dopo la partenza di Dick per il Nord, Mary Ann, che si trova ad affrontare una grave crisi finanziaria, decide di ricorrere a lui e parte anche lei per raggiungerlo a New York. Vi giunge proprio alla vigilia del matrimonio di Dick con Betsy Caldwell, la sua fidanzata. Anche se turbato dalla sua venuta, Dick riesce a convincere Betsy ad ospitare la ragazza. Ma, mentre si trova lì, Mary Ann si accorge che Betsy ha una relazione con un altro uomo, Wilbur Darcey. Per allontanarli l'uno dall'altra, Mary Ann flirta apertamente con Wilbur, che si lascia abbindolare da lei. Ma il suo comportamento provoca la disapprovazione di Dick, ignaro delle vere ragioni di Mary Ann che, allora, se ne va via per ritornare nel Sud. Qualche tempo dopo, viene raggiunta da Dick che, nel frattempo, dopo essersi reso conto della vera natura di Betsy, ha scoperto che il suo vero amore non può essere che Mary Ann.

## Produzione
Il film fu prodotto dalla Albert Capellani Productions con il titolo di lavorazione Little Mother Hubbard. Il regista francese aveva fondato una sua piccola casa di produzione che, nel giro di un paio d'anni, produsse sette film.

## Distribuzione
Il copyright del film, richiesto dalla Pathé Exchange, Inc., fu registrato l'8 marzo 1920 con il numero LU14828.
Distribuito dalla Pathé Exchange, il film uscì nelle sale cinematografiche statunitensi il 7 marzo 1920.
Copia completa della pellicola si trova conservata negli archivi della Library of Congress di Washington.